# Кремль

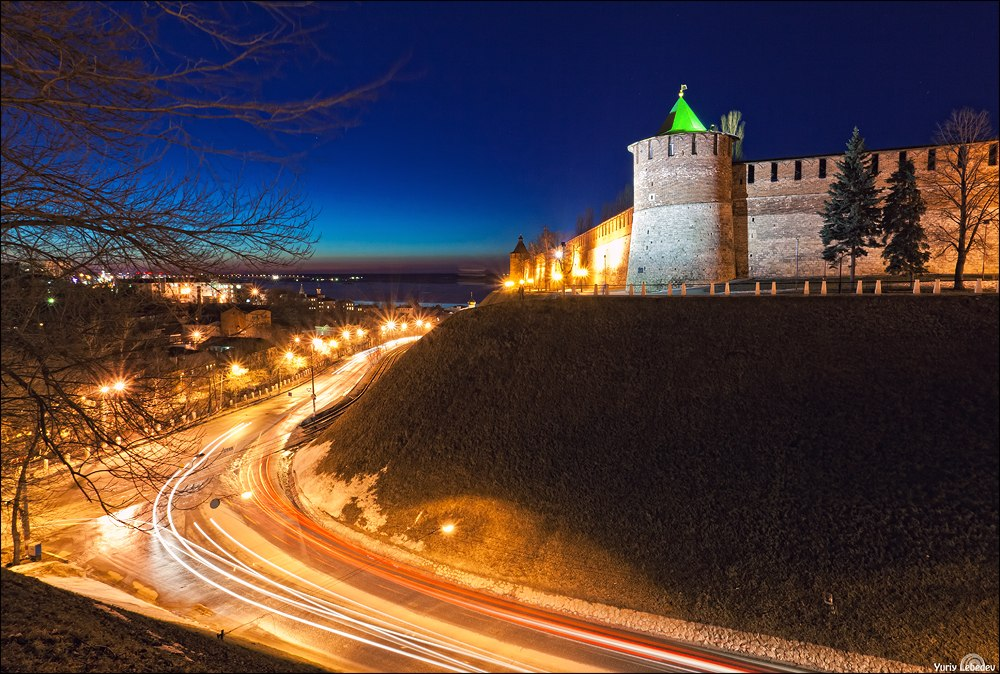
Нижньогородський кремль, Росія

Кре́мль — укріплений оборонними стінами центр на північно-східних околицях Русі, географічно відповідає території пізньої середньовічної Московії. На території кремля розташовувалась церква, княжий палац, арсенал та ін. З XVIII ст. втратив оборонне значення.

## Загальний опис
Спочатку вирішувався у вигляді кола, оточувався ровами і валами, посиленими частоколом із загострених вертикальних колод, які комлем ставилися донизу. Згодом дерев'яні стіни замінялись мурованими з баштами. Усередині кремля розташовувалася соборна площа з палацами князів і палатами бояр, пізніше храмами. Слово поширене в російській мові, а в інших слов'янських мовах — відсутнє.

## Походження слова
Уперше слово «кремль» згадано у літопису 1317 року — у формі кремник; літописець повідомляв про невдалу спробу побудування укріплень у Твері.
Походження слова «кремль» остаточно не з'ясоване, висунуто кілька версій:
- Гіпотеза питомо слов'янського походження — кремль виводять від прасл. *kremiti («крушити», «дробити») і порівнюють з такими словами, як рос. кремь («найкраща частина заповіднику», «міцний будівельний ліс»), кремлёвый («міцний будівельний ліс»)[3], кроме, укр. окремий, відокремлювати, окрім, чеськ. krema, словац. krem, дав.-рус. крома («окраєць»)[4]. Укріплення з частоколу і інші укріплення на російських територіях зводились з деревини: Тверський Кремль, Коломненський Кремль, Новгородський Кремль, Московський Кремль. Окрім того, відомо, що в Центральній Росії (на територіях колишніх Московської, Владимирської, Ярославської, Костромської, Нижньогородської і ін. губерній) мало каменю[5]. Таким чином, слово кремль поширилось з частини заповіднику на «найкращі дерева», «найкращу деревину», «найкращий будівельний ліс», а надалі — на дерев'яні укріплення. Крім того, Макс Фасмер пов'язував кремль зі словом «кремінь».
- Гіпотеза грецького походження: від грец. κρεµνός, кремнос — «крутизна, крутояр»[6].
- Гіпотеза тюркського або монгольського походження: слово кремль пов'язують з тюрк. kärmän, «кермен» («фортеця»), монг. kerem, калм. kerɨ̥ — пор. «Керман», «Аккерман»[7]. Ця гипотеза є сумнівною[4].